# Сингапурский слинг
«Сингапурский слинг» (англ. Singapore Sling) — алкогольный коктейль на основе джина, вишнёвого ликёра, апельсинового ликёра («Трипл-сек»), ликёра «Бенедиктин», а также гренадина, ананасового и лимонного сока с добавлением биттера «Ангостура». Родиной коктейля является Long Bar отеля «Раффлз» в Сингапуре. Коктейль считается самым оригинальным местным напитком, исторической реликвией и национальным достоянием. История создания обросла легендами и догадками, однако достоверно известно только, что дата создания приходится на начало XX века и место его происхождения — Сингапур. Относится к категории лонг дринк. Входит в число официальных коктейлей Международной ассоциации барменов (IBA), категория «Современная классика» (англ. Contemporary classics).

## История
Согласно истории, коктейль был создан барменом по имени Нгиам Тонг Бун (малайск. Ngiam Tong Boon), который работал в отеле «Раффлз». Якобы напиток был придуман им специально для молодого офицера, решившего угостить чем-нибудь привлекательную девушку.

## Рецепт и ингредиенты

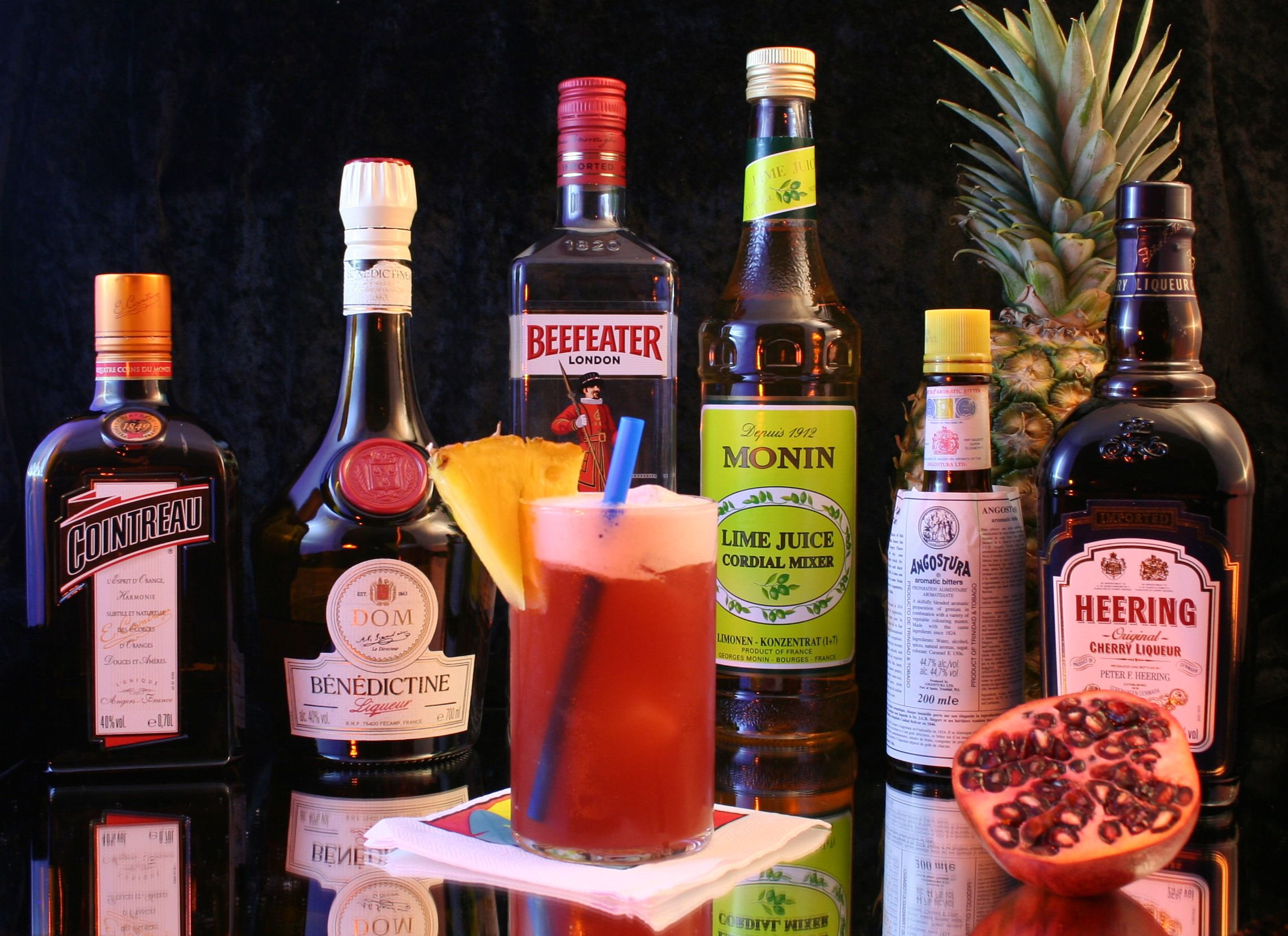
Коктейль «Сингапурский слинг»

По официальной версии считается, что оригинальный рецепт коктейля был утерян в 1930-х годах, поэтому в настоящее время существует несколько вариантов его приготовления. Напиток, который сейчас смешивают в Лонг баре отеля «Раффлз», был воссоздан на основе воспоминаний прежних барменов и состоит из джина, вишневого бренди, ананасового сока, сока лайма, гренадина, ликеров «Бенедиктин» и «Куантро», но считать его приближенным к оригиналу не стоит, так как с травяным ликёром Бенедиктин, ещё до создания Сингапурского слинга, существовал похожий коктейль «слинг Сингапурского пролива».

### Состав по версии IBA[4][5]
- джин — 30 мл
- вишневый ликёр Cherry Brandy — 15 мл
- апельсиновый ликёр (Трипл-сек) — 7,5 мл
- ликёр «Бенедиктин» (DOM) — 7,5 мл
- гренадин — 10 мл
- ананасовый сок — 120 мл
- лимонный сок — 15 мл
- биттер «Ангостура» (ароматическая горечь 1—2 капли).

Метод приготовления: шейк & стрейн. Ингредиенты (компоненты) перемешивают в смесительном стакане (шейкере), после чего отцеживают и отфильтровывают в бокал хайбол или гоблет со льдом. В качестве гарнира готовый коктейль украшают долькой ананаса и коктейльной вишней.

## Вариации
Chinatown Sling содержит джин, трипл-сек, Бенедиктин, настойки Angostura, Cherry Heering, ананасовый сок, ананасовые кусочки и вишню мараскино.